# Pavillon de Chartres
El Pavillon de Chartres (o Pavillon de Bellechasse) fue una residencia destinada a la educación de las hijas de Luis Felipe II, duque de Orléans en París.

## Historia
Luis Felipe, duque de Chartres (duque de Orléans desde 1785) y su mujer Luisa María Adelaida de Borbón tuvieron el 23 de agosto de 1777 dos hijas gemelas, Mademoiselle d’Orléans (1777-1782) y Mademoiselle de Chartres (1777-1847).

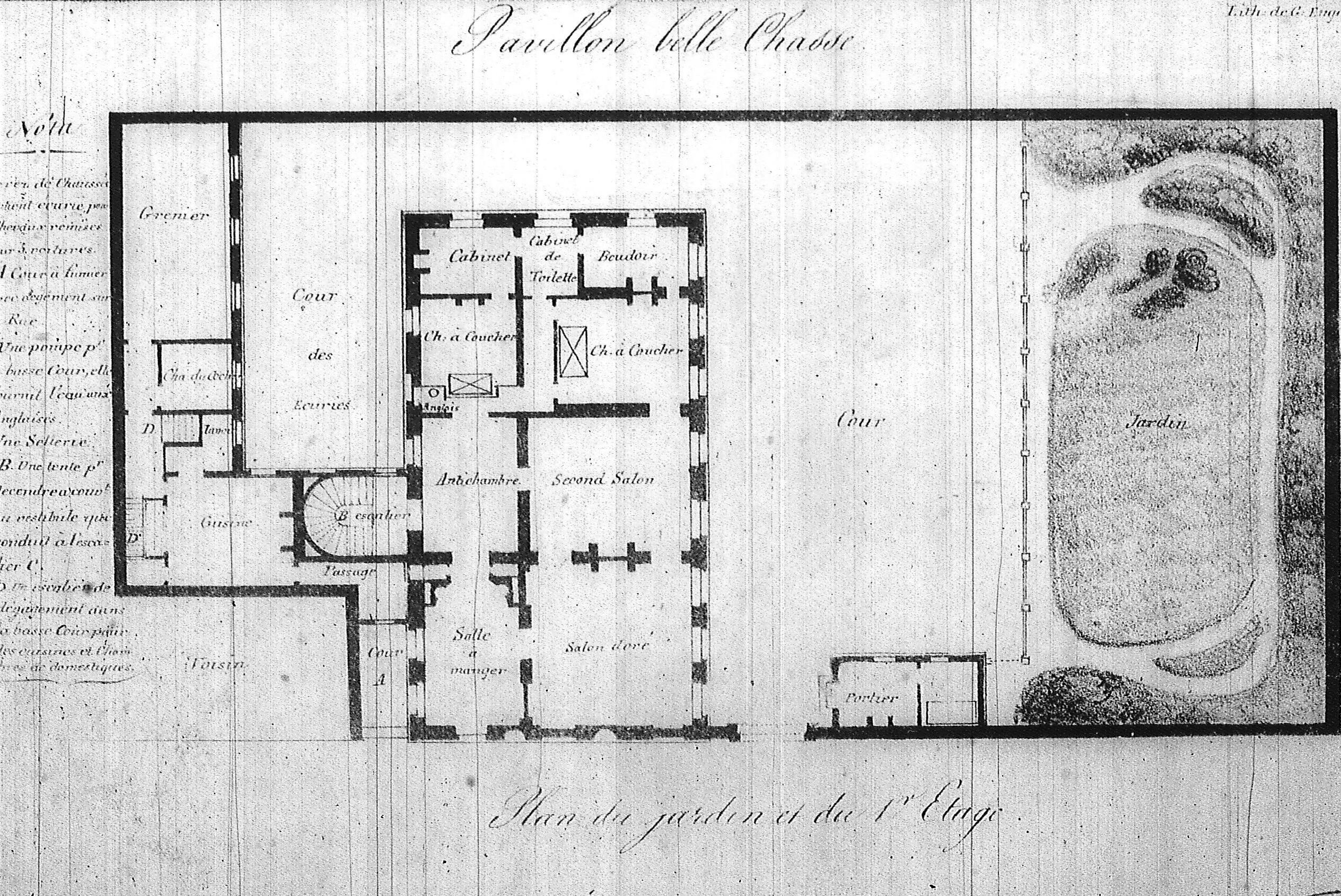
Planta del pabellón en el siglo XIX

El entonces duque de Chartres decidió que, como era habitual en la época, la educación de sus hijas las princesas se realizase en el ámbito de un convento. El convento elegido sería el de las agustinas de Bellechasse, fundado en 1635. Dentro de su clausura, el duque mandó a su arquitecto Bernard Poyet la construcción de una casa para servir como vivienda de sus hijas y su servidumbre.En el pabellón aplicaban aunque de forma relajada parte de las normas de la clausura conventual:
- No se permitía la entrada hombres desde las 10 de la noche. La religiosa de guardia guardaba las llaves del pabellón desde esa hora.
- Ningún hombre podía dormir en el pabellón.

Desde la década de 1780 se utilizaría también el pabellón para la educación del resto de hijos de Luis Felipe II: Luis Felipe (futuro rey de los Franceses); Antonio, duque de Montpensier y Luis Carlos, conde de Beaujolais.En 1785 asistieron, en la iglesia del convento en el que se enclavaba la residencia, a un funeral por su abuelo paterno.Durante esta época y gracias a la presencia de Madame de Genlis frecuentaban el pabellón personajes como el naturalista Buffon, la salonnière Madame du Deffand, y hombres de letras Marmontel o Bernardin de Saint-Pierre.
Tras el inicio de la Revolución Francesa y hasta el período de esta conocido como el Terror, los príncipes habitarían la casa. Luis Felipe guardaría de esta un recuerdo especialmente grato llamándola en su diario: ma chère Belle-Chasse  y expresando en este su cariño a la residencia.
De acuerdo con la Ley de germinal 9 del año V, fue vendido el día 21 de Mesidor de ese año.
El edificio acabaría siendo demolido en 1905.

## Descripción
El convento presentaba una planta rectangular, con un amplio jardín posterior.
Estaba construido en estilo neoclásico y en su fachada a la calle presentaba estatuas y bustos. Se encontraba conectado con el convento por medio de un pasadizo cubierto de celosías.
En su interior, durante el tiempo que sirvió de lugar de educación de los príncipes de Orléans, su gouverneur Madame de Genlis mandó utilizar gráficos, imágenes y mapas como paneles pedagógicos para educar a los príncipes, así:
- Cuarto de Mademoiselle d’Orléans: de grandes hombres de la República Romana y perfiles de emperadores.
- Paramentos: serie de reyes de Francia.
- Comedor: Escenas de las Metamorfosis de Ovidio.
- Salón: cronología romana.
- Pasillos: piezas anatómicas.
- Escaleras: mapas geográficas.

## Iconografía
Fue pintada en acuarela por su arquitecto en el momento de su compleción. En el Museo Nacional de Suecia se conserva una vista de la rue Saint-Dominique pintada por Étienne Bouhot que muestra el pabellón.

Vistas del pabellón a través del tiempo
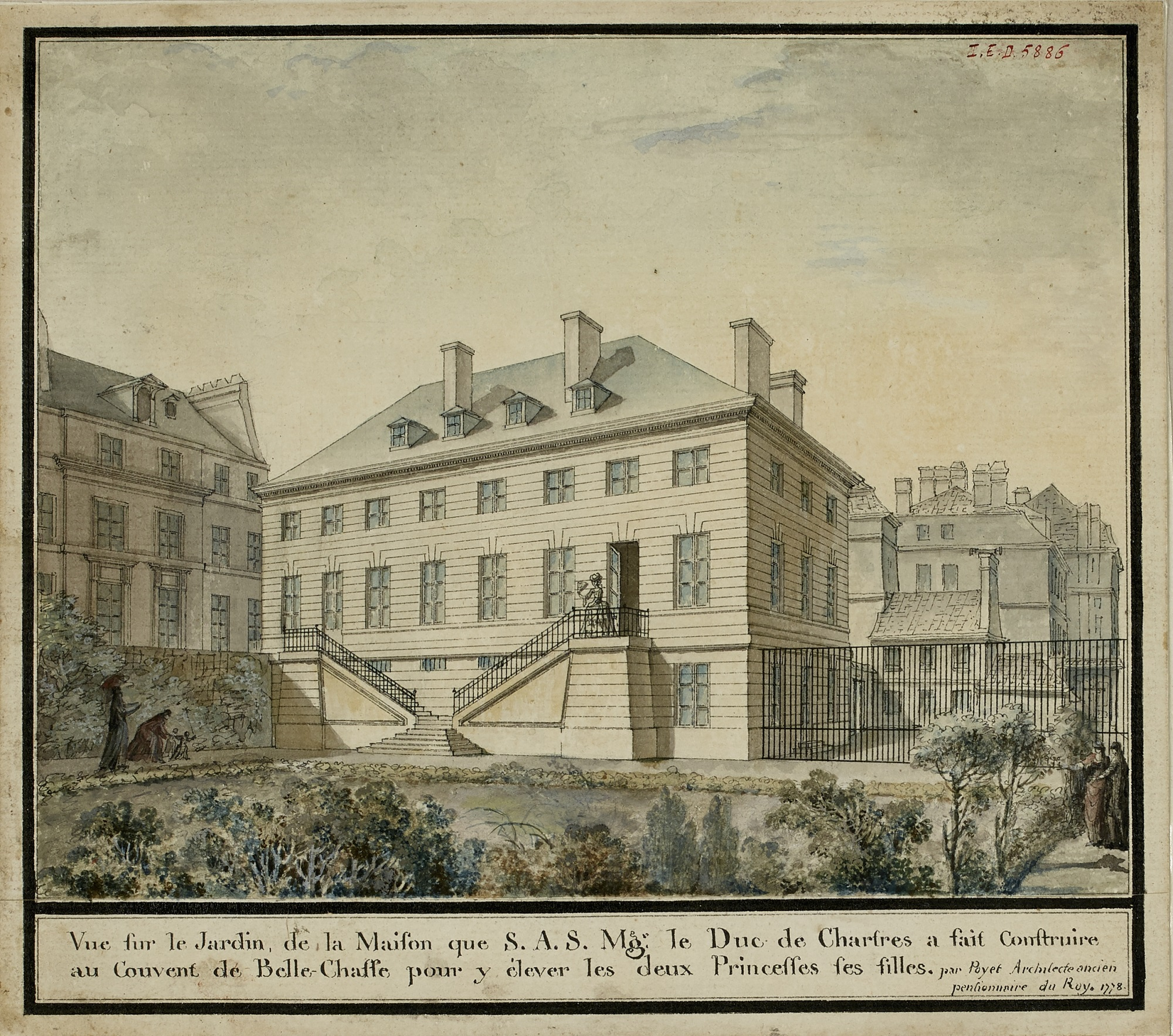
Vista desde el jardín (c. 1780)
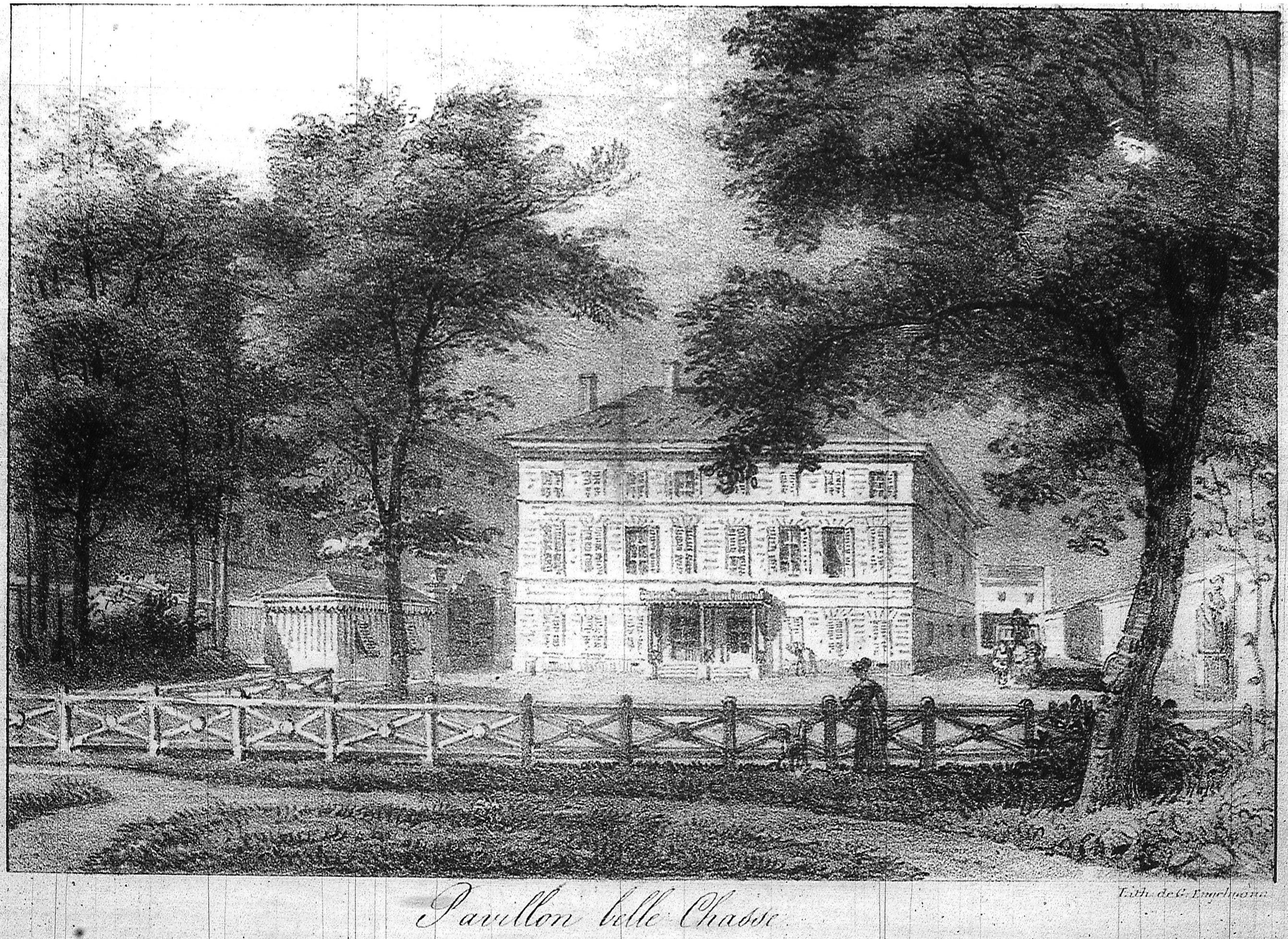
Vista del pabellón en el siglo XIX

### Individuales
1. ↑  Braham, Allan (1989). The Architecture of the French Enlightenment (en inglés). University of California Press. p. 241. ISBN 978-0-520-06739-4. Consultado el 15 de noviembre de 2023.
2. ↑  Julia, Dominique (15 de enero de 2019). «Princes et élèves : les études des princes d’Orléans sous l’autorité de Madame de Genlis (1782-1792)». Histoire de l'éducation (151): 63-121. ISSN 0221-6280. doi:10.4000/histoire-education.4460. Consultado el 15 de noviembre de 2023.
3. ↑  Arnaud, 1908.
4. ↑  Ibeas-Altamira, Juan Manuel (1 de diciembre de 2020). «La domesticité noire dans l’oeuvre de Genlis : de l’esclave au citoyen:». Lumières. N° 35 (1): 87-103. ISSN 1762-4630. doi:10.3917/lumi.035.0087. Consultado el 15 de noviembre de 2023.
5. ↑  Vauxcelles, Simon-Jérôme Bourlet de (1786). Discours aux enfants de Mgr le duc d'Orléans, sur la mort de leur aïeul, Louis-Philippe, duc d'Orléans, ... prononcé au service célébré le samedi 11 février 1786... en l'église des Dames de Bellechasse (en francés). Impr. polytype. Consultado el 15 de noviembre de 2023.
6. ↑  Harmand, 1913, p. 115.
7. ↑  Lenôtre, Gosselin (1907). «Translation de Philippe Egalité. Journal du duc de Chartres (1790-1791)». Les fils de Philippe-Égalité pendant la Terreur (en francés). Paris. pp. ppss. Consultado el 15 de noviembre de 2023.
8. ↑  Arnaud, 1908, nota.
9. 1 2  Olausson, Magnus. «Before Photography-French Genre Painting in the Early 19th Century». Nationalmuseum (en inglés). Consultado el 15 de noviembre de 2023.
10. ↑  Harmand, 1913, pp. 113-115.
11. ↑  Mormiche, Pascale (20 de junio de 2016). «L’illustration s’adapte au procès technique». Devenir prince: L’école du pouvoir en France. XVIIe-XVIIIe siècles (en francés). CNRS Éditions via OpenEdition. p. 209. ISBN 978-2-271-09106-2. Consultado el 15 de noviembre de 2023.